# André Derain
Pour les articles homonymes, voir Derain (homonymie).
André Derain, né le 10 juin 1880 à Chatou et mort le 8 septembre 1954 à Garches, est un peintre français, connu pour être l'un des fondateurs du fauvisme. Il est également peintre de décors et costumes de ballets et de théâtre, graveur, illustrateur, sculpteur et écrivain.
Salué comme le pionnier d'un nouvel art, le fauvisme, avant la guerre de 1914, il s'oriente après 1918 vers un réalisme au classicisme renouvelé où s'exprime son goût du théâtre et des lettres qui en fait l’une des figures majeures de l'entre-deux-guerres. Mis en cause à la Libération comme collaborateur, il est blâmé et apparaît ensuite comme le survivant d'un ancien monde pour « qui la violence a donné l'illusion de la force ».

## Biographie

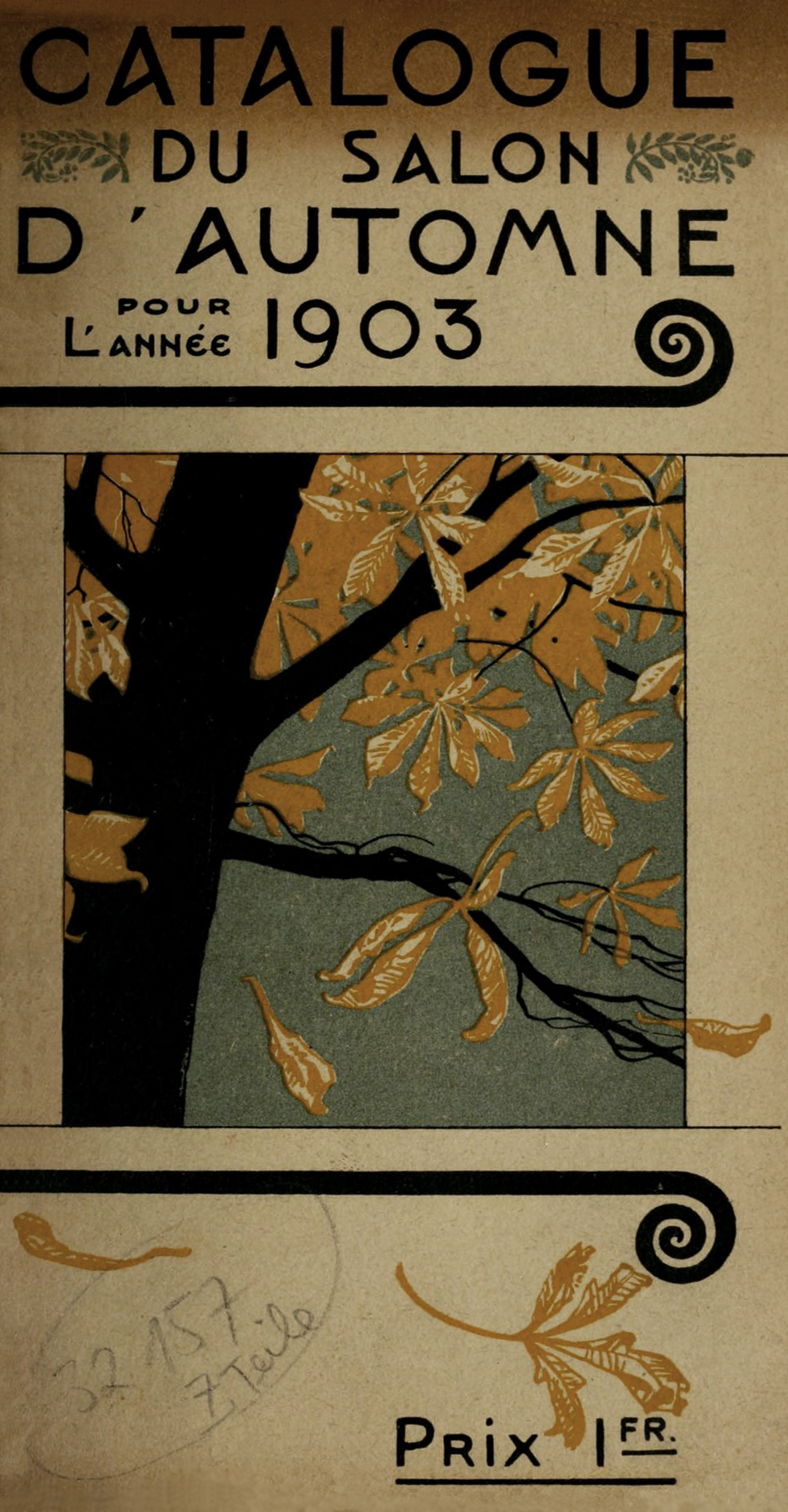
Premier Salon d'automne, 1903, couverture du catalogue.

André Derain est né à Chatou (Seine-et-Oise, aujourd'hui Yvelines), dans une famille aisée. Son père Louis-Charlemagne, crémier-glacier au 87, rue Saint-Germain est conseiller municipal. Sa mère, Clémentine Angélique Baffé, a perdu plusieurs enfants en bas âge, seul restait un frère aîné, René (1870-1890). André Derain est placé dans une famille nourricière à Orgeval. Elève au lycée Chaptal, c'est vers l'âge de 15 ans qu'il commence à peindre. À 18 ans, il entre à l'académie Camillo, dirigée par Eugène Carrière, un ami de Pierre Puvis de Chavannes. En 1900, il rencontre Maurice de Vlaminck dans un train de banlieue. En 1901, c'est en effectuant des copies au Louvre qu'il fait la connaissance d'Henri Matisse.
Jeunes peintres démunis avec Vlaminck, ils partagent un atelier dans la Maison Levanneur à Chatou. Il effectue son service militaire entre 1901 et 1904. Il commence à peindre ses premiers paysages et illustre les premiers romans de Vlaminck dont D'un lit dans l'autre. Il rencontre le poète et critique Guillaume Apollinaire qui lui dédiera un poème de son recueil Alcools. Autodidacte, il fréquente assidûment les musées et nourrit sa réflexion esthétique d'un grand nombre de lectures (Zola, Nietzsche…). À l'influence déterminante de Vincent van Gogh, qu'il découvre en 1901, s'ajoute celle des néo-impressionnistes et surtout l'œuvre de Paul Cézanne qu'il voit au premier Salon d'automne en 1903.

### L'invention du fauvisme

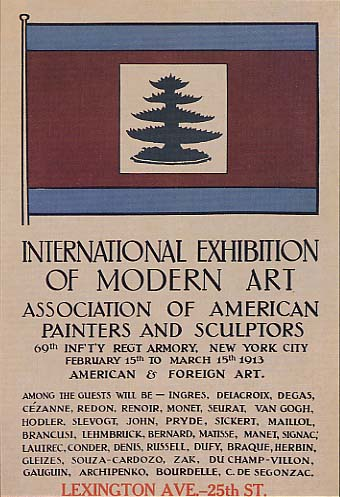
Affiche officielle de l'exposition Armory Show (New York, 1913).

Après avoir suivi les cours de l'académie Julian, Derain rejoint Matisse à Collioure en 1905. Ensemble ils créent la première révolution esthétique du XXe siècle : le Fauvisme (couleurs vives, dessin simplifié, etc. (Collioure, huile sur toile, 81 × 100,3 cm, 1905, Metropolitan Museum of Art, New York).)
Il expose cinq huiles sur toiles et quatre pastels au Salon d'automne, en 1905, dans la Salle aux fauves avec Matisse, Vlaminck, Braque, Camoin, Marquet, Girieud ; il signe la même année son contrat avec Ambroise Vollard (Bougival, huile sur toile, 41 × 33 cm, 1905, musée du Havre). En 1905 et 1906, il voyage à Londres (Londres, Westminster, Regent Street, Londres, huile sur toile, 66 × 99,4 cm, 1906, Metropolitan Museum of Art, New York). Il est alors considéré comme un des meilleurs représentants du fauvisme.
En 1906-1907, il est bouleversé par la découverte des arts « primitifs » à Londres et commence avec Vlaminck à collectionner ce que l'on appelle, alors, l’« art nègre ». Il achète un masque Fang. En étroite relation avec Matisse, il poursuit sa réflexion sur les liens entre décoration et expression. Il s'intéresse aux arts décoratifs : céramique, bas-reliefs en bois, sculpture qu'il pratique sur pierre. Il réalise de grands panneaux sur le thème de l'âge d'or, de la danse ou des baigneuses. Après 1906, l'influence de Paul Gauguin décroit sur sa peinture, sa palette change. Puis l'année suivante, il déménage à Montmartre pour se rapprocher de ses amis Pablo Picasso, Braque, Apollinaire, Kees van Dongen et Max Jacob… Il fréquente le Bateau-Lavoir, est influencé par Picasso. Il rencontre alors à Montmartre Alice Géry, la femme de Maurice Princet, mathématicien et théoricien du cubisme. Elle se sépare de son mari et épousera André Derain en 1926 ; ce dernier peindra à de nombreuses reprises son visage sévère et élégant.

#### Alice Géry (1884-1975)
Alice Géry est une fille d'ouvrier qui ressemblait à une « Madone aux cheveux libres », suivant la description que fait d'elle Gertrude Stein dans ses mémoires : « Elle a les pouces solides. » Elle est un des modèles de Picasso de la période bleue (Jeune fille accoudée, dessin, 1903). « Femme sauvage », selon Gertrude Stein, qui dit l'avoir toujours aimée. Alice Géry a un caractère trempé ; elle et Derain assumeront l'éducation de sa nièce Geneviève, née en 1919. Mme Derain organise la vie et supporte les aventures de son mari André. Elle pose pour Charles Despiau en 1922.

### Le retour au classicisme
En 1906, Derain séjourne à l'Estaque où il travaille avec Braque. En 1907 il passe l'été à Cassis, où Matisse le visite.
En 1908, Derain séjourne à Martigues où Friesz, Braque et Dufy sont ses voisins. Il peint une série de paysages précubistes représentant la ville et ses environs puis avec Dufy à L'Estaque. Il illustre le premier livre de poésie de Guillaume Apollinaire, L'Enchanteur pourrissant (1909). Après avoir peint des paysages de Cagnes-sur-Mer, il rejoint Picasso en Espagne à Cadaqués en 1910. Il participe avec Braque et Picasso à la première phase de l'invention du cubisme dite cézano-cubiste : 1908-1910 (Maisons au bord de l'eau, huile sur toile, 61 × 102,3 cm, 1910, musée de l'Ermitage, Saint-Pétersbourg). Il s'installe au 13, rue Bonaparte dans le VIe arrondissement. Dès 1911, il revient à une facture qui semble plus traditionnelle, amorce un retour à la perspective et au clair-obscur, à la suite d'un séjour dans le nord et le centre de la France. Il anticipe alors le retour au classicisme qui s'imposera après 1918 à Picasso, Braque et à la nouvelle génération des peintres. Cette période de son œuvre, dite gothique ou byzantine, d'une grande originalité, a fortement influencé la peinture métaphysique italienne d'après-guerre (De Chirico, Sironi, etc.) et la peinture allemande de la Nouvelle Objectivité. Elle a également beaucoup impressionné les futurs poètes surréalistes français (Breton, Aragon, Desnos...).
En 1912, il séjourne à Vers (Lot), près de Cahors. Il loge dans le presbytère (Église à Vers, huile sur toile, 65,5 × 92,3 cm, 1912, musée de Cardiff). Plusieurs des toiles qu'il a peintes alors se trouvent aujourd'hui au MoMA à New York ou en Russie. Il participe à Londres à la Second Postimpressionnist Exhibition. Il illustre un recueil de poèmes de Max Jacob en 1912 : Œuvres burlesques et mystiques du frère Matorel mort au parloir. En 1913, il retrouve Vlaminck à Martigues et participe à l'exposition de la Toison d'Or à Moscou et de l'Armory Show à New York. En 1914, il expose dans les galeries de l'expressionnisme allemand, à la Neue Galerie de Berlin ; puis à Düsseldorf, enfin à Dresde. Pendant l'été il est à Montfavet près d’Avignon, avec Braque et Picasso, quand éclate la guerre. Il s'éloignera de Picasso à l'issue de la guerre, leurs liens s'étant distendus.

### La Première Guerre mondiale
Au début de la Première Guerre mondiale, Derain a 34 ans. Il est mobilisé dans l'artillerie, au régiment d'infanterie de Lisieux. Il sert en Champagne, dans la Somme, à Verdun, au chemin des Dames jusqu'en 1917, puis dans l’Aisne et les Vosges. Le 11 novembre 1914, il écrit à sa femme Alice Derain : « J'avais toujours pensé, espéré même, tout d'une guerre et je crois que je ne suis tout de même pas à la hauteur. Je n'y comprends rien au fond. Cette guerre continuelle, journalière, sans histoire, est vraiment terrible. C'est pourquoi on n'en sortira difficilement. Jamais on ne comprendra. » Il est donné une fois pour mort. À partir de 1915, Derain est mentionné dans diverses revues expressionnistes allemandes comme symbole d'amitié et de respect. En 1915, le peintre et poète allemand Carl Einstein fait paraître un long poème Gedenken des André Derain (Souvenir d'André Derain) dans la revue berlinoise et expressionniste Aktion (nos 20-21 du 19 mai 1917).
En 1919, Derain fournit des illustrations pour le premier livre d'André Breton, Mont de Piété. Il reste peu de dessins connus de la période, et le titre d'une seule toile perdue : Le Cabaret du Front, vue par André Breton en 1921 dans l'atelier du peintre. Il est démobilisé en 1919 ; on peut lire sur son livret militaire : « Campagne contre l'Allemagne du 2 août 1914 au 10 mars 1919. Pas de blessures ni de décoration. Sait lire et écrire. Ne sait pas nager. » Derain est porté à l’ordre du jour du régiment en février 1916 pour sa conduite sur la route de Bras à Douaumont.

### Le retour à l'ordre

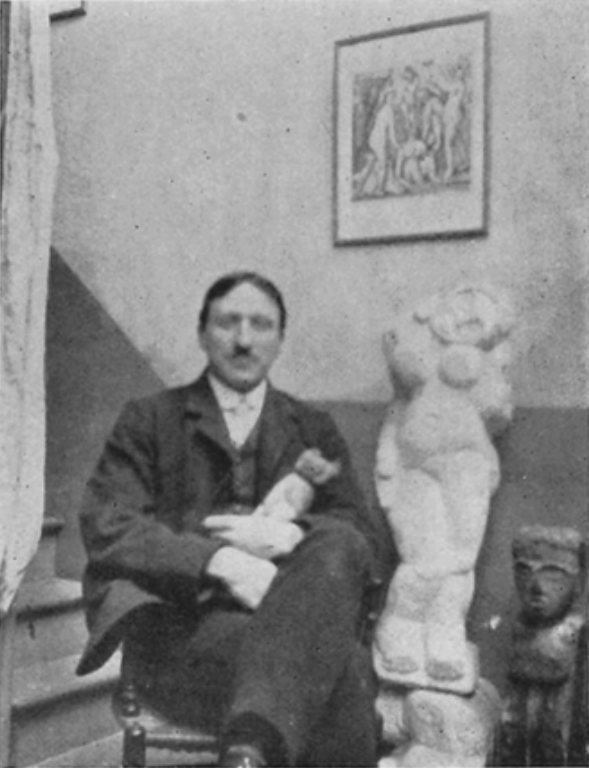
André Derain en 1910 à côté de son Nu debout.

En 1919, Cocteau, dans son article « Au revoir, Derain », explique la rupture qu'opère Derain, par rapport au cubisme de Braque et de Picasso (période 1911-1912) dans lequel il n'a pas prolongé son engagement : « Les enseignes, des fresques de boulangers, de marchands de poisson à Pompéi légitiment ses natures mortes pour ceux qui veulent reconnaître. », présentant ainsi l'idéal néo-classique de Derain en rupture avec l'avant-garde d'avant la Première Guerre mondiale.
Il se brouille avec Vlaminck. Et accueille définitivement sa belle-sœur, Suzanne Géry, avec sa fille Geneviève (née en 1919), que Derain adorait ; il la peindra une centaine de fois (Le Peintre et sa famille, huile sur toile, 176 × 124 cm, 1939, Tate Gallery, Londres).

#### Un décorateur de théâtre et de ballet demandé
Pour le ballet La Boutique fantasque, de Diaghilev, animateur des Ballets russes, joué à Londres en juin 1919, il crée des marionnettes mécaniques. La création a lieu à Londres, cette expérience l'amène à concevoir de nombreux décors et costumes de ballets pendant les années 1920 et 1930 pour la scène. Pendant la guerre, il a créé des masques avec des boîtes et des coquillages ; en 1919 les costumes et décors pour L’Annonce faite à Marie de Paul Claudel, pour une tournée en Scandinavie. En 1924, il participe au premier film de Jean Renoir, La Fille de l'eau, dans le rôle du patron du café, avec Catherine Hessling en vedette et dont il a fait le portrait. En 1926, il dessine les décors pour le ballet Jack in the Box, musique d’Erik Satie pour les Ballets russes (Serge Grigoriev's photo album/scrapbook, Library of Congress, Washington, USA). Il réalise les décors pour les ballets : La Concurrence, en 1932, Les Fastes et Les Songes, en 1933, dont il a écrit les arguments. Au total, « Entre 1918 et 1953, il a créé les décors et costumes de 13 ballets, 2 opéras, et 2 pièces de théâtre ».
Il renouvelle son contrat avec la galerie Kahnweiler en 1920. En 1922, il expose ses tableaux à Stockholm, à Berlin, Munich et à New York. Paul Guillaume devient son marchand attitré en 1923. Sa réputation grandit encore lorsqu'il reçoit le prix Carnegie en 1928 pour le tableau La Chasse et continue à exposer dans le monde entier : à Londres, Berlin, Francfort, Düsseldorf, New York et Cincinnati. Entre 1925 et 1928, les prix des tableaux de Derain passent de 10 000 F à 87 000 F. Célèbre figure des Années folles, cet homme de haute taille (1,83 m), collectionne les voitures (les Bugatti), les châteaux (à Chailly-en-Bière, à Parouzeau) et les relations avec les femmes.
En 1929, il se fait construire une maison-atelier par l'architecte Zielensky au 5, rue du Douanier-Rousseau dans le 14e arrondissement de Paris, en face de chez Braque. Il étonne par son esprit pratique, il aime réparer les voitures, pratiquer la musique, jouer du piano ou de l'orgue, monter des maquettes d'avion ou tirer les cartes au tarot… Ainsi, en 1931, il écrit à la demande d'André Breton, qui le considère comme le peintre du « trouble moderne, », un petit traité du tarot, « Le Critérium des as », qui est publié dans la revue du surréalisme, Minotaure. Certains critiques y voient un touche-à-tout fantasque, velléitaire. En 1931, un numéro spécial des Chroniques du Jour paraît : « Pour ou contre Derain ». Pour ses partisans, Derain devient le représentant d'une peinture classique de tradition française réaliste, aux références éclectiques et assumées. Sa palette est caractérisée par des couleurs brunes et des clairs-obscurs, ses natures mortes et nus féminins évoquent Courbet, ses paysages l'École de Barbizon ou Corot. Il est alors qualifié de « plus grand peintre français vivant », de « régulateur », loué par Élie Faure et André Salmon.
En 1931, la galerie Paul Guillaume fait une grande exposition de ses tableaux personnels à Paris ; Derain y a une grande place.
En 1934-1935, Derain renforce ses liens avec un jeune peintre admirateur, Balthus, lequel exécute son portrait, qui se trouve aujourd'hui au MoMA de New York. Le 1er octobre 1934, son marchand Paul Guillaume meurt. Dorénavant, Derain n'a plus de marchand attitré. En 1935, il vend ses propriétés et achète une grande maison à Chambourcy avec un domaine qui « comporte des bassins et leurs cascades, des arbres immenses et centenaires, un terrain de tennis à l’abandon, une « petite folie japonisante », un verger, un potager, une serre et des roses et une orangerie où il peindra ses grands formats et où il installera par la suite un four et un atelier de potier. Il aménagera son atelier au premier étage de la demeure, dans une pièce avec double ouverture sur cour et sur parc, donnant accès à la terrasse ». Là il recevra ses amis Braque, Poiret, Lifar, Jouhandeau, Balthus, Malraux et Louise de Vilmorin, auxquels il fait découvrir le désert de Retz. C'est à cette époque qu'il rencontre Giacometti.

#### Un illustrateur prolifique
Son activité d'illustrateur de 1932 à 1942 devient essentielle : Ovide, Oscar Wilde, Rabelais, et aussi Héliogabale, d’Antonin Artaud. En 1934, il grave 33 burins sur cuivre pour un projet d'illustration du Satyricon de Pétrone, commandé par Ambroise Vollard. En 1935, la Kunsthalle de Berne organise la première grande rétrospective de ses œuvres. En 1937, à l'occasion de l'Exposition universelle, une exposition de groupe est organisée au Salon des Indépendants, au Petit Palais, à Paris. L'œuvre de Derain bénéficie d'une salle d'exposition particulière.
En 1938, Derain, avec Arp, Braque, Auguste Herbin, Picasso, participent au comité antinazi pour la défense d'Otto Freundlich, peintre et sculpteur allemand pionnier de l'abstraction, dont une des sculptures figure sur la couverture de l'exposition « L'Art dégénéré » (Entartete Kunst), à Munich. Cependant, aux dires d'Otto Abetz, Derain aurait été invité à l'ambassade d'Allemagne. Suzanne de Bruyker, la femme de l'ambassadeur avait posé pour le peintre, au cours des années 1920, comme elle avait posé pour Picasso et d'autres. De même, Demetra Massala, la femme du sculpteur nazi Arno Breker, avait également été leur modèle. Brecker, qui avait longtemps vécu à Montparnasse dans les années 1920 et 1930, fréquentait les artistes et collectionnait des tableaux : il y avait des œuvres de Derain, mais aussi de Picasso, Vlaminck, Léger et Ozenfant, dans son château de Jäckelsbruch près de Berlin. En 1939, Derain expose à New York. Waldemar George, dans un article intitulé « André Derain ou l'apprenti sorcier » paru en mars 1939, qualifie l'œuvre d'André Derain, en opposition à celle de Picasso et de Matisse, comme étant d'essence « contre-révolutionnaire » dans le domaine esthétique.
Le style fauviste de Derain a beaucoup influencé la vulgate du style d'illustration de l'entre-deux-guerres, ainsi par exemple les couvertures de la revue Science et Vie ont un style très « derainesque », avec les mêmes couleurs fauves, les mêmes aplats contrastés violets et chauds.[réf. nécessaire]

### La Seconde Guerre mondiale

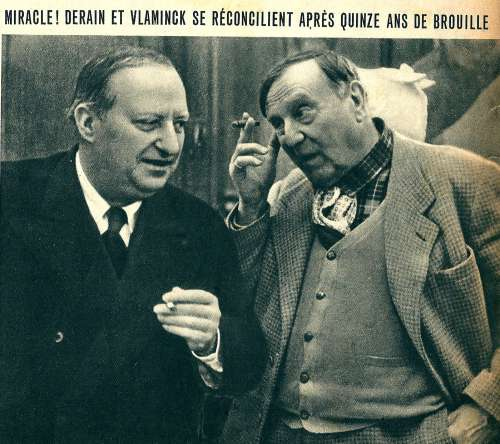
Image de propagande allemande publiée en 1942 présentant la réconciliation de Derain et Vlaminck.

Pendant l'exode de 1940, il fuit avec sa famille vers le sud, en Ariège, et y retrouve Braque. Sa maison de Chambourcy est occupée et pillée par l'armée allemande, en novembre 1940. Aussi Alice Derain aurait demandé à Werner Lange, officier allemand chargé de la Propaganda Staffel, la restitution de La Roseraie. Derain continue de peindre dans l'atelier de son ami Léopold Lévy, 112, rue d'Assas, parti prendre la direction des Beaux-Arts d'Istanbul. En janvier 1941 il loue à Mme Aron, 20 rue de Varennes, un appartement où il s'installe avec Alice Derain, et établit rue Vavin son modèle Raymonde Knaublich et leur fils Boby.
Pendant l'occupation allemande, Derain vit à Paris. Il réalise des cartons de tapisseries. L'éditeur suisse Albert Skira lui commande cent soixante-dix-neuf bois gravés en couleurs pour illustrer le Pantagruel de Rabelais. Derain refusera toute exposition publique dans la capitale pendant la durée de la guerre. En outre, André Derain ne s’implique pas dans la politique culturelle du gouvernement de Vichy. Il refuse la proposition de Georges Hilaire de prendre la direction de l'école des Beaux-Arts et n’accepte aucune responsabilité officielle.
Néanmoins, aux dires de Werner Lange et Otto Abetz, il aurait été en contact avec eux. Et c'est Abetz lui-même qui réconcilie Derain et Vlaminck. Derain est courtisé par les Allemands comme symbole prestigieux de la culture française, alors qu'il expose à la Pierre Matisse Gallery à New York la même année. En échange de la promesse de libération de prisonniers français et de récupérer sa maison de Chambourcy, il accepte une invitation d'artistes français pour une visite officielle en Allemagne en 1941, avec notamment Paul Landowski et son ami Maurice de Vlaminck, Kees van Dongen ou encore les sculpteurs Louis-Aimé Lejeune et Paul Belmondo, vice-président de la section des arts plastiques du groupe Collaboration, avec lequel il est au comité de l'exposition « Arno Breker », inaugurée le 15 mai 1942 à l'Orangerie de Paris. C'est Jean Cocteau qui ouvre par un discours cette exposition.
Ce voyage organisé par la propagande allemande a un grand retentissement et sera reproché à ses participants. Selon Breker, Derain et Maillol auraient reçu des commandes de Berlin auxquels les artistes n'ont pas donné suite. L'architecte Albert Speer précise dans ses mémoires, Au cœur du Troisième Reich qu'il a aidé Derain, Vlaminck et Despiau à plusieurs reprises, en leur passant différentes commandes. Pour Jean Hélion, Derain donne dans « la sénilité, la platitude et le léchage de botte des nazis ». Un artiste anonyme, qui prend de manière abusive le pseudonyme d'André Deran pour créer la confusion, travaille pour le service Kultur de la propagande allemande et réalise des affiches. L'une signée en 1941 : Les bobards… sortent toujours du même nid, violemment antisémite, stigmatise les francs-maçons et les alliés. Cela peut expliquer qu'André Derain apparaît alors sur une liste noire de collaborateurs français qui devaient être assassinés ou jugés après la Libération, avec Céline, Jacques Chardonne, Jean Luchaire, Pétain, Pierre Laval, etc. liste publiée par Life Magazine aux États-Unis, le 24 août 1942.
Sa nièce Geneviève se marie en août 1943 avec Joseph Robert Taillade. Braque est son témoin (Geneviève Taillade (nièce de l'artiste) avec un manteau orange, huile sur toile, 61,6 × 50,5 cm, 1928, musée des beaux-arts de Boston).

### Après la guerre
À la Libération, Derain est mis en cause en raison de sa participation au voyage de 1941,,,. Le 3 octobre 1944, un collectif de « juges improvisés » se réunit sous la présidence de Picasso. Derain est exonéré des accusations portées contre lui. En revanche, un an plus tard, en juin 1946, le Comité national d'épuration des artistes peintres, dessinateurs, sculpteurs et graveurs institué par les pouvoirs publics frappe Derain d'une interdiction professionnelle d'exposer et de vendre pendant un an à compter, rétroactivement, du 1er septembre 1944. Derain n'acceptera jamais cette décision et se retirera dans sa maison de Chambourcy.
Derain refuse toute manifestation publique de sa production. Il quitte l'atelier de la rue d'Assas et rend l'appartement de la rue de Varennes,. Il vit dans sa demeure de Chambourcy (Yvelines), avec sa femme, sa belle-sœur, ainsi que sa nièce, son mari et leurs enfants, tout en travaillant sur des décors de ballets et d'opéras. En 1947, il dessine les costumes et décors de Mam’zelle Angot, un ballet représenté à Covent Garden à Londres. En 1948, il réalise les décors et costumes pour Le Diable l’emporte des ballets de Roland Petit au théâtre Marigny de Paris. Roland Petit déclare alors : « Derain, lui, a tout fait. Il a choisi la musique et l'orchestrateur. Il a écrit le sujet du ballet pour finir par faire ce pour quoi il avait du génie, c'est-à-dire les costumes et les décors. » Il illustre « le Génie du vin » pour les établissements Nicolas.
C'est à cette époque que l'imprimeur Pierre Mourlot tente de réunir dans un livre en trois volumes préfacés par Marcel Camus l'œuvre peint de l'artiste, l'un pour les nus, le deuxième pour les paysages, le troisième pour les décors. Ce projet, qui apportait à l'artiste la caution morale d'un « résistant littéraire », échoue. En 1947, Derain rencontre Edmonde Charles-Roux, journaliste à Vogue, de quarante ans sa benjamine, avec qui il noue une idylle. Elle pose régulièrement pour lui, comme le prouve par exemple le Portrait d'Edmonde de Charles-Roux au collier de perles. Avec elle, Balthus et Giacometti viennent souvent rendre visite au vieux maître. En 1949, la galerie de Berri lui rend hommage par une exposition. Marcel Duchamp écrit alors dans le catalogue de la Société anonyme, légué à la Yale University : « Derain fut constamment l'adversaire des théories. Il a toujours été un vrai croyant du message artistique, non falsifié par des explications méthodiques, et appartient jusqu'à ce jour au petit groupe d'artistes qui « vivent » leur art. »
En 1950, Derain illustre les Contes de La Fontaine et Citadelle, un roman de Saint-Exupéry et recommence à pratiquer la sculpture et le modelage. Grâce à l'entregent d'Edmonde Charles-Roux, il conçoit les décors de L'Enlèvement au sérail de Mozart, pour le festival d'Aix-en-Provence et, un an avant sa mort, ceux du Barbier de Séville pour le même festival. Ses relations avec sa femme se dégradent au point qu'Alice Derain fait saisir les comptes de son mari. De 1947 à 1954, Derain est assisté par la jeune sculptrice Nicole Algan, formée par Charles Despiau. Selon Michel Charzat, Derain aurait eu avec elle un fils (caché).
Il est atteint soudain d’une maladie des yeux. Alors qu’il s'en remet progressivement, il meurt à l'hôpital de Garches (Seine-et-Oise, aujourd'hui Hauts-de-Seine), le 8 septembre 1954, des suites d'un accident de voiture. Il est enterré au cimetière de Chambourcy.
On retrouve dans son atelier les fragments d'un Traité de la peinture, que la galerie Maeght publie partiellement en 1957 dans sa revue Derrière le miroir, ainsi qu'un plaidoyer où il tente d'expliquer les pressions qui l'ont amené à accepter le voyage en Allemagne. Néanmoins, des historiens comme Jonathan Petropoulos prétendent que Derain aurait accepté le mécénat de Ribbentrop. Ce dernier avait dépêché un émissaire pour lui proposer de passer l'été dans son château au Tyrol et de faire le portrait des membres de sa famille : Derain avait refusé.

### Après 1954
Le musée national d'art moderne à Paris lui consacre une rétrospective, du 11 décembre 1954 au 30 janvier 1955, sous le commissariat de Jean Cassou. Alberto Giacometti manifeste toujours son admiration pour Derain. « Depuis le jour, […] en 1936, où une toile de Derain vue par hasard dans une galerie — trois poires sur une toile se détachant sur un immense fond noir — m'a arrêté, m'a frappé. […] Les qualités de Derain n'existent qu'au-delà du ratage, de l'échec, de la perdition totale […] Derain est le peintre qui me passionne le plus. » Le 30 décembre 1954, le sculpteur Paul Landowski lui écrit : « Exposition de l'ensemble de l'œuvre de Derain. Et bien, non, celui-là non plus n'est pas un grand bonhomme. De manière générale c'est faible et impersonnel dans le mauvais sens du terme. L'homme est habile, mais cherche souvent le vent. Avant de se mettre à un tableau, il devait lever son pinceau, ou son doigt mouillé, pour sentir d'où venait le vent. C'est comme pour Dufy, quoique mieux peint et moins antipathique. C'est dommage. Il y avait là un don. Encore une victime de l'époque. Si d’une époque passée on a pu la qualifier de Belle Époque, celle-ci mérite le nom de la Sale Époque. Et en grande partie ce sont les hommes de lettres sans courage les responsables. » Marcel Duchamp déclare quant à lui : « Derain a toujours cru fermement au message artistique vierge de toute explication méthodique et aujourd’hui encore appartient au petit groupe d’artistes qui vivent leur art ».
Pour régler les frais de succession, sa femme Alice Derain et le fils du peintre, Boby, mettent en vente les 9 et 10 mars 1955, les objets de Chine de haute époque, d'art africain et précolombien, du Louristan, d'Égypte, de Grèce, de l'Antiquité classique et du Moyen Âge, ainsi que la collection d'instruments de musique, les marionnettes, les ex-votos, etc., que Derain avait collectionnés. Puis, le 22 mars 1955, ce fut au tour de la collection de peintures, de dessins et autres de Cézanne, Corot, Ingres, Modigliani, Renoir, Seurat, Toulouse-Lautrec, Utrillo, Vlaminck, d'être vendue.
Son épouse Alice Derain est morte le 20 juillet 1975, à 91 ans. Sa nièce Geneviève Taillade vend la maison de Chambourcy en 1989 ; sa fille, Geneviève Taillade, dite « Javotte », petite-nièce du peintre est actrice et présidente de l'association des amis d'André Derain.
Rachetée en 2014 par la ville de Chambourcy, la maison a été réaménagée pour créer un espace de visite dédié à montrer le lieu de vie et de création de l'artiste entre 1935 et 1954. Elle est renommée la Maison André Derain.
Une partie de l'œuvre de Derain, provenant de l'ancienne collection de son fils, André Charlemagne Derain, dit « Boby » (1939-1992), soit 4 200 dessins a été dispersée aux enchères à Saint-Germain-en-Laye, les 23 et 24 mars 2002 (succession de madame Raymonde Knaublich, mère de Boby).
En novembre 2016, les ayants droit d'André Derain mettaient en vente chez Christie's les photographies d'Eugène Atget découvertes fortuitement lors du déménagement de la Roseraie.

## Présentation de l'œuvre
Avant la Première Guerre mondiale, Derain pratique un art pictural d'avant-garde, post-impressionniste et fauve, fait de couleurs pures, franches et juxtaposées. Par la suite, son œuvre réaliste se concentre sur des sujets et thèmes classiques qui font écho aux œuvres des musées, dans une volonté de prolongement ou de retour à une tradition classique. Ce mouvement, également appelé par Jean Cocteau le « retour à l'ordre », caractérise l'art néo-classique figuratif des années 1920 aux années 1940.
Si l'œuvre de Derain est essentiellement picturale, il a également signé les décors et les costumes de nombreux ballets, illustré une trentaine de livres et réalisé des affiches. Il est également connu comme sculpteur. Une grande partie de son œuvre (80 peintures, 77 sculptures, des dessins, mais aussi des objets d'art primitif lui ayant appartenu), précédemment dans la collection Pierre et Denise Lévy, est présentée au musée d'art moderne de Troyes. Elle est représentée dans un nombre considérable de musées dans le monde et en France.
André Derain a également créé quelques bijoux en collaboration avec le joailler François Hugo. Le livre d'atelier de ce dernier compte 6 bijoux du peintre en matériaux précieux et inspirés de sujets antiques. Il réalise par exemple La bohémienne ou Fauve qui ont été présentés à l'International exhibition of modern jewellery de Londres en 1961.
En 2012, le galeriste Michael Werner donne 16 œuvres de Derain, provenant de galeries allemandes, au musée d'art moderne de la ville de Paris.

### Élèves
Deux élèves d'André Derain sont notables :
- Constantin Nepo, portraitiste d'origine russe[77] ;
- Balthus.
- Raymond Veysset.

## Décors et costumes de ballets, opéras et théâtre
- 1918 : La Boutique fantasque, ballet de Diaghilev, musique de Rossini, les Ballets russes (repris en 1950 à l'Opéra-Comique de Paris)
- 1918 : L’Annonce faite à Marie, de Paul Claudel
- 1924 : Gigue, ballet de Leonid Massine
- 1926 : Jack in the Box, ballet de Diaghilev, musique d’Erik Satie, les Ballets russes
- 1932 : La Concurrence, ballet de Balanchine, les Ballets russes
- 1933 : Les Fastes, ballet de Balanchine, musique d'Henri Sauguet, les Ballets russes, théâtre des Champs-Élysées
- 1933 : Les Songes, ballet de Balanchine, musique de Darius Milhaud, les Ballets russes, théâtre des Champs-Élysées
- 1935 : Salade, ballet de Serge Lifar, musique d'Albert Flamand et de Darius Milhaud, les Ballets russes, théâtre des Champs-Élysées
- 1935 : Dreams, ballet de Balanchine, musique Georges Antheil, Adelphi Theater, New York
- 1936 : L'Épreuve d'amour au Chang-Yang, ballet de Fokine, les Ballets de Monte-Carlo
- 1936 : Le Mandarin cupide, ballet de Fokine, musique de Mozart, les Ballets de Monte-Carlo
- 1937 : Le Misanthrope de Molière, théâtre universitaire de Cambridge
- 1938 : Harlequin in the Street, Massine et le Sadlers Well Ballet, musique de Couperin, Covent Garden, Londres[78]
- 1941 : Divertiemento (Songes), American Ballet Caravan, Theatro Municipal, Rio de Janeiro
- 1947 : Mam’zelle Angot, Massine et le Sadlers Well Ballet, Covent Garden, Londres
- 1948 : Que le diable l’emporte, ballet de Roland Petit, théâtre Marigny, Paris
- 1949 : Les Femmes de bonne humeur, ballet de Massine, prod. marquis de las Cuevas[79]
- 1950 : La Valse, ballet de Massine, musique de Maurice Ravel, Opéra-Comique de Paris
- 1950 : L'Enlèvement au sérail de Mozart pour le festival d'Aix-en-Provence
- 1951 : Le Barbier de Séville de Rossini pour le festival d'Aix-en-Provence

### Projets de films (abandonnés ou perdus)
- 1932 : N'Bongo, scénario d'André Derain, film de Jean Renoir avec Michel Simon[80]
- sd : suite de courts-métrages avec Georges Braque, perdus en 1940.

## Peinture

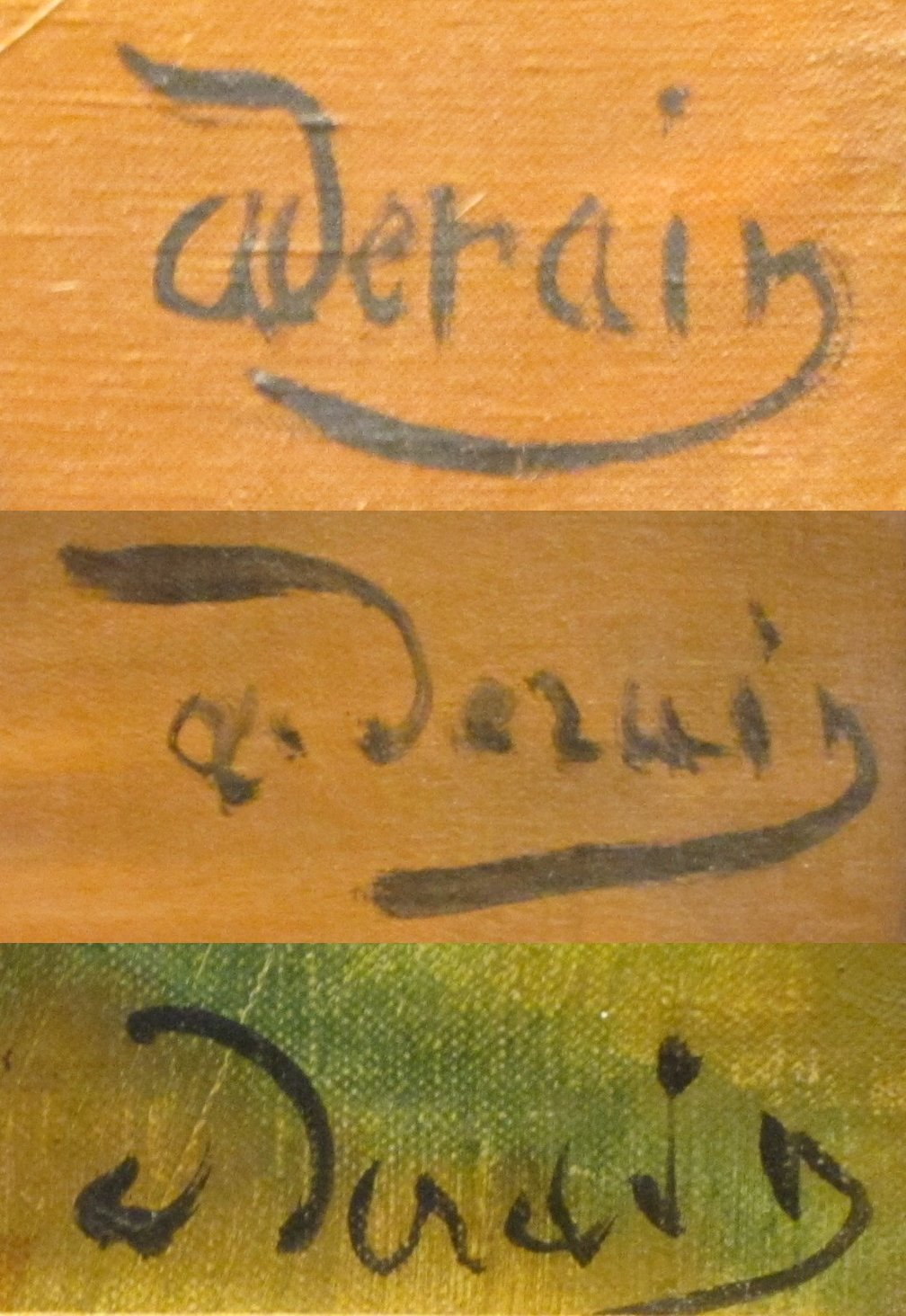
Signatures d'André Derain.

### Collections en institutions artistiques
Liste non exhaustive. Les lieux sont classés par ordres alphabétiques (pays puis villes et noms).

#### Allemagne
- Kunsthalle, Brême
  - Le Don (L'Offrande) (1913) huile sur toile (116 × 89,5 cm)[81]
- Museum Ludwig, Cologne
  - Vue de Saint-Paul-de-Vence (1910) huile sur toile (60,5 × 80,5 cm)[82]
  - La Ferme (1920) huile sur toile (49,5 × 60 cm)[83]
- Kunstsammlung Nordrhein Westfalen, Düsseldorf
  - Bateaux à Collioure (1905) huile sur toile (60 × 73 cm)[84]
- Museum Folkwang, Essen
  - Vue de Collioure (1905) huile sur toile (65 × 81 cm)[85]
  - Vue de Cagnes (1910) huile sur toile (81 × 100 cm)[86]
- Kunsthalle, Hambourg
  - Nature morte (1911) huile sur toile (46,3 × 38,2 cm)[87]
- Kunsthalle, Mannheim
  - Le Vallon de Sausset-les-Pins (1913) huile sur toile (73,5 × 60,5 cm)[88]
- Bayerische Staatsgemäldesammlungen - Sammlung Moderne Kunst in der Pinakothek der Moderne, Munich
  - Les Rochers (1910) huile sur toile (92 × 73,5 cm)[89]
- Arp Museum Bahnhof Rolandseck, Remagen
  - Les Cyprès (1907) huile sur carton (24 × 33 cm)[90]
- Saarlandmuseum, Saarbrücken
  - Arbres à Carrières-sur-Seine (La Grille du Parc) (1912) huile sur bois (38,5 × 60,5 cm)[91]
- Staatsgalerie, Stuttgart
  - Le Port de Collioure (1905) huile sur carton, marouflé sur toile (47 × 56 cm)[92]

#### Australie
- National Gallery of Australia, Canberra
  - Le Cavalier au cheval blanc (vers 1905) huile sur toile (45,9 × 37,9 cm)[93]
  - Autoportrait dans l'atelier (vers 1903) huile sur toile (42,2 × 34,6 cm)[94]
- National Gallery of Victoria, Melbourne
  - Roses au pichet bleu (1920-1930) huile sur toile (45.6 × 41.7 cm)[95]
- Art Gallery of New South Wales, Sydney
  - Nature morte (1921-1922) huile sur toile (46,3 × 65,1 cm)[96]
  - Paysage (vers 1928) huile sur toile (46,3 × 65,1 cm)[97]

#### Canada
- Musée des Beaux-Arts du Canada, Ottawa
  - Paysage au bord de la mer: la Côte d'Azur près d'Agay (1905) huile sur toile (54,6 × 65 cm)[98]
- Art Gallery of Ontario, Toronto
  - Nature morte (1924-1925) huile sur toile (73,3 × 92,5 cm)[28]

#### Danemark

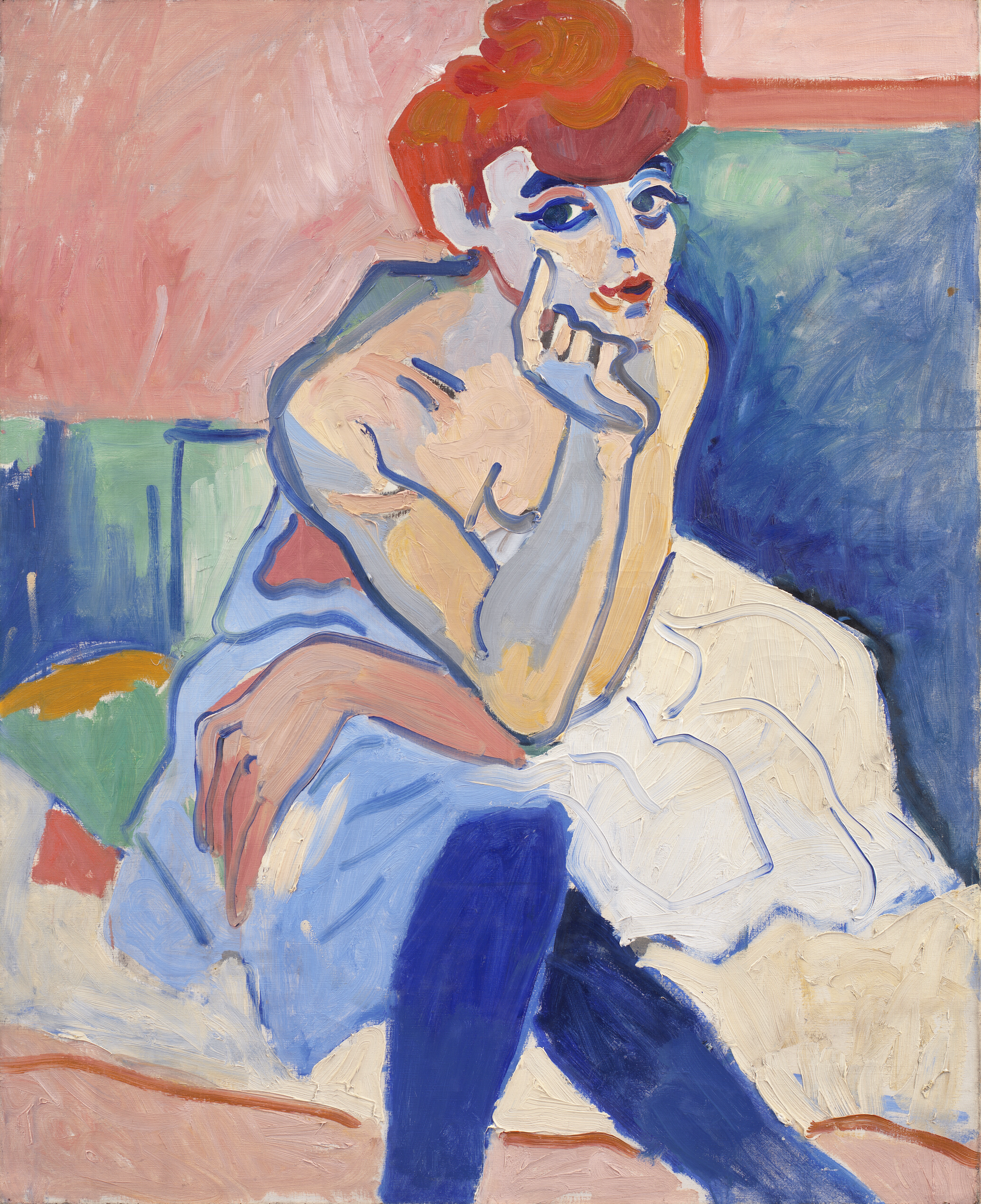
La Femme en chemise, 1906 – Statens Museum for Kunst, Copenhague.

- Statens Museum for Kunst, Copenhague
  - Deux Danseuses (1904-1907) aquarelle (43,8 × 54,6 cm)[99]
  - La Femme en chemise ou La Danseuse (1906) huile sur toile (100 × 81 cm)[100]
  - Les Arbres (vers 1908) huile sur toile (35 × 28,5 cm)[101]
  - L'Église de Carrières-sur-Seine (1908) huile sur toile (35 × 41 cm)[102]
  - Paysage avec un clocher (1909) huile sur toile (46 × 55 cm)[103]
  - Nature morte à la pipe (1911) huile sur toile (38 × 55 cm)[104]
  - Nature morte (1913) huile sur toile (46,5 × 55 cm)[105]
  - L'Italienne (1913) huile sur toile (79,5 × 65 cm)[106]
  - Pinède à Sausset-les-Pins (1913) huile sur toile (92 × 73 cm)[107]
  - Les Deux Sœurs (1914) huile sur toile (195,5 × 130,5 cm)[108]
  - Tête de jeune homme (1914) huile sur toile (46 × 38 cm)[109]
  - Nature morte à la palette (1914) huile sur toile (92 × 73 cm)[110]
  - Arlequin (1923) huile sur toile (92 × 73 cm)[111]
  - Paysage du Midi (1923) huile sur toile (47 × 48 cm)[112]
  - Portrait de Madame Derain (1923) huile sur toile (33,5 × 24 cm)[113]
  - Tête de jeune femme (1923) huile sur toile (22 × 20 cm)[114]
  - Nu aux bras croisés (1924) huile sur toile (46 × 38 cm)[115]
  - Paysage du Midi (vers 1925) huile sur toile (46 × 55 cm)[116]
  - Femme nue au coussin rouge (vers 1925) huile sur toile (41,5 × 26 cm)[117]
  - Modèle féminin assis, à moitié nu (1933) huile sur toile (92 × 73,5 cm)[118]

#### Espagne
- Museo Nacional Thyssen-Bornemisza, Madrid
  - Paysages des environs de Chatou (1904-1905) huile sur toile (54.2 x 65.2 cm)[119]
  - Le Pont de Waterloo (1906) huile sur toile (80,5 × 101 cm)[120]
  - L'Église de Chatou (1909) huile sur toile (33 × 35 cm)[121]

#### États-Unis

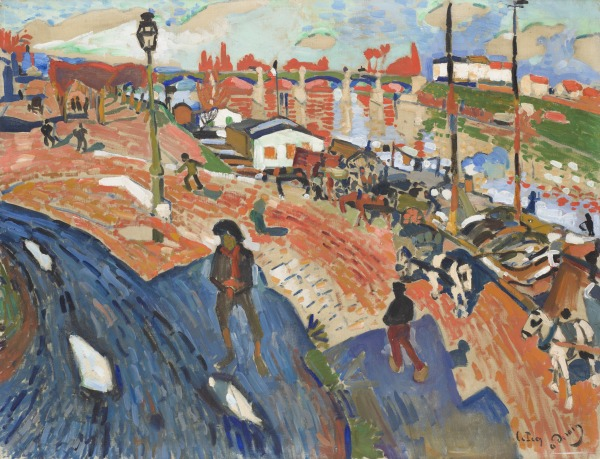
Le Pont du Pecq, 1904-1905 – Cincinnati Art Museum, Cincinnati.

- Baltimore, Evergreen House, The Johns Hopkins University
  - Nature morte au journal (1912) huile sur toile (65 × 50 cm)[28]
- Baltimore Museum of Art
  - Paysage aux deux nus (1909) huile sur carton (29,7 × 27 cm)[122]
  - Tête de femme (1920) huile sur toile (54,6 × 47,6 cm)[123]
  - Dans l'Atelier (vers 1920-1921) huile sur panneau (15,7 × 22,1 cm)[124]
  - Paysage boisé (1926) huile sur toile (54,1 × 65,1 cm)[125]
  - Tête de femme (1929) huile sur toile (39,1 × 31,1 cm)[126]
  - Vue d'Eygalières (vers 1932) huile sur toile (54,1 × 65,1 cm)[127]
- Bloomington, Eskenazi Museum of Art 
  - Profil de femme avec un chignon (vers 1930) huile sur toile (31,1 × 27,3 cm)[128]
- Boston, Museum of Fine Arts
  - Paysage du Sud de la France (1917-1927) huile sur toile (50,5 × 60,6 cm)[129]
  - Geneviève Taillade (nièce de l'artiste) avec un manteau orange (1928) huile sur toile (61,6 × 50,5 cm)[130]
- Buffalo, Albright-Knox Art Gallery
  - Les Arbres (vers 1906) huile sur toile (59,4 × 72,4 cm)[131]
  - Tête de jeune fille (vers 1919-1920) huile sur bois (33 × 23,5 cm)[132]
  - Paysage aux environs de Castel Gandolfo (1921) huile sur toile (50,8 × 62,2 cm)[133]
  - Jeune Fille pelant un fruit (1938-1939) huile sur toile (92,1 × 73,7 cm)[134]
- Chapel Hill, Ackland Art Museum, The University of North Carolina
  - Anémones dans un vase brun (date non déterminée) huile sur toile (40.8 x 33.1 cm)[135]
- Chicago, Art Institute
  - La Forêt à Martigues (vers 1908-1909) huile sur toile (81,3 × 100,3 cm)[136]
  - Cagnes (1910) huile sur toile (54,8 × 76,4 cm)[137]
  - Paysage avec cyprès (1910-1924) aquarelle sur papier vélin crème (31,7 × 48,2 cm)[138]
  - Le Dernier Repas (La Cène) (1911) huile sur toile (220 × 280 cm)[139]
  - Raisins (1920-1925) huile sur toile (25 × 44,1 cm)[140]
  - Fontaine (début années 1920) huile sur panneau (27,6 × 34,9 cm)[141]
  - Paysage (vers 1920-1925) huile sur panneau (58.75 × 71.4 cm)[142]
  - Danseuse de ballet (1925-1930) huile sur toile (45,6 × 37 cm)[143]
  - Paysage de Provence (vers 1930) huile sur panneau (37,8 × 55 cm)[144]
- Cincinnati Art Museum
  - Le Pont du Pecq (1904-05) huile sur toile (88,3 × 115,6 cm)[145]
  - Tête de jeune femme (vers 1925) huile sur toile (66 × 55,7 cm)[146]
  - Les Trois Paniers (1939-40) huile sur toile (110,5 × 110,8 cm)[147]
- Cleveland, Museum of Art
  - Le Parlement depuis le pont de Westminster (1906) huile sur toile (73,6 × 92 cm)[148]
  - La Petite Fille en bleu (vers 1928) huile sur toile (69,3 × 62,4 cm)[149]
- Columbus Museum of Art, Ohio
  - Portrait du peintre Etienne Terrus (1905) huile sur toile (65,4 × 49,5 cm)[150]
  - Portrait de Maud Walter (vers 1904-1906) huile sur planche (37,8 × 26,7 cm)[151]
  - La Route de Camiers (1911) huile sur toile (72,4 × 91,4 cm)[152]
  - La Baie (vers 1918-1920) huile sur toile (33 × 40,6 cm)[153]
  - Tête de femme (vers 1918-1920) huile sur toile (38,1 × 32,4 cm)[154]
  - L'Égyptien (1920) gouache (35,2 × 50,8 cm)[155]
  - Composition (vers 1910-1920) aquarelle et crayon graphite (30,2 × 25,4 cm)[156]
  - Femme se coiffant (vers 1920) huile sur panneau (54,6 × 43,8 cm)[157]
- Detroit Institute of Arts
  - Baie de La Ciotat (vers 1925) huile sur toile (47,0 × 55,9 cm)[158]
  - Jeune fille huile sur toile (91,4 × 73,7 cm)[159]
- Houston, Museum of Fine Arts
  - Le Virage, L'Estaque (1906) huile sur toile (129,5 × 194,9 cm)[160]
  - Cagnes (1910) huile sur toile (65,4 × 92,1 cm)[161]
- Indianapolis Museum of Art
  - Paysage (non daté) huile sur toile (38,1 × 47 cm)[162]
- Kansas City, The Nelson-Atkins Museum of Art
  - Joueur de guitare (1928) huile sur toile (82,5 × 97,6 cm)[163]
- Minneapolis Institute of Art
  - Londres: la cathédrale Saint-Paul vue depuis la Tamise (1906) huile sur toile (99,7 × 81,9 cm)[164]
  - Le Joueur de cornemuse (1910-1911) huile sur toile (188 × 150 cm)[165]
- New Orleans Museum of Art
  - Paysage à Cassis (Paysage au lac) (1907) huile sur toile (61 × 50,8 cm)[28]
- New York, Brooklyn Museum
  - Paysage de Provence (vers 1908) huile sur toile (32,2 × 40,6 cm)[166]
  - Paysage à Sanary (vers 1921-1924) huile sur toile (33,2 × 40,8 cm)[167]
- New York, The Metropolitan Museum of Art
  - Bateaux de pêche, Collioure (1905) huile sur toile (81 × 100,3 cm)[168]
  - Portrait de Lucien Gilbert (1905) huile sur toile (81,3 × 60,3 cm)[169]
  - Le Chemin creux, L'Estaque (1906) huile sur toile (41,3 × 33,3 cm)[170]
  - Regent Street, London (1906) huile sur toile (66 × 99,4 cm)[171]
  - Le Palais de Westminster (1906-1907) huile sur toile (78,7 × 99,1 cm)[172]
  - Plateau de pêches (1907-1908) huile sur toile (19,1 × 24,4 cm)[173]
  - La Table (1911) huile sur toile (96,5 × 131,1 cm)[174]
  - Paysage; Camiers (1911) huile sur toile (54.3 × 65.1 cm)[175]
  - Pichet et plats (vers 1912) huile sur toile (46 × 54,9 cm)[176]
  - L'Artiste dans son atelier (1920) gouache sur papier (57,8 × 42,9 cm)[177]
  - Moïse Kisling (1921) huile sur toile (74,3 × 60,3 cm)[178]
  - Nu (vers 1923) huile sur toile (43,5 × 58,1 cm)[179]
  - Dikran G. Kelekian (portrait de Dikran Garabed Kélékian) (1924) huile sur contreplaqué (54,9 × 45,4 cm)[180]
  - Rita van Leer (vers 1928) huile sur toile (41.3 × 33.7 cm)[181]
  - Le Boa noir (1935) huile sur toile (162,6 × 97,8 cm)[182]
- New York, Museum of Modern Art, 
  - Peupliers (vers 1900) huile sur toile (41.3 x 32.7 cm)[183]
  - Bateaux de pêche, Collioure (1905) huile sur toile (38.2 x 46.3 cm)[184]
  - Le Pont de Charing Cross (1905-1906) huile sur toile (81.7 x 100.7 cm)[185]
  - Danse bacchique (1906) aquarelle et crayon sur papier (49.5 x 64.8 cm)[186]
  - Pont sur le Riou (1906) huile sur toile (82.6 x 101.6 cm)[187]
  - La Seine à Chatou (1906) huile sur toile (74 x 123.8 cm)[188]
  - Le Pont de Londres (hiver 1906) huile sur toile (66 x 99.1 cm)[189]
  - Baigneuses (1907) huile sur toile (132,1 × 195 cm)[190]
  - Paysage près de Cassis (1907) huile sur toile (46 × 54,9 cm)[191]
  - Alice à la robe verte (1907) huile sur toile (73 × 60 cm)[192]
  - Vallée du Lot à Vers (1912) huile sur toile (73,3 × 92,1 cm)[28]
  - La Fenêtre vers le parc (Fenêtre à Vers) (1912) huile sur toile (130,8 × 89,5 cm)[193]
  - La Répétition (1933) huile sur toile (68.3 x 77.2 cm)[194]
- New York, Solomon R. Guggenheim Museum
  - Portrait de jeune homme (vers 1913-1914) huile sur toile et graphite (91,8 × 73,6 cm)[195]
- Norfolk, Chrysler Museum of Art
  - Nature morte (vers 1911)[196]
- Oberlin, Allen Memorial Art Museum
  - Buste de femme (vers 1927) huile sur toile (54 × 45,1 cm)[197]
- Philadelphie, Barnes Foundation
  - Nu (vers 1920-1923) huile sur toile (22,2 × 18,1 cm)[198]
  - Fleurs (vers 1921) huile sur toile (41 × 33,3 cm)[199]
- Philadelphie, Museum of Art
  - Portrait d'Henri Matisse (Henri Matisse accoudé à une table) (1905) huile sur toile (33,6 × 41,2 cm)[200]
  - Femme (vers 1914) huile sur toile (61,3 × 47 cm)[201]
- Phoenix Art Museum
  - Nature morte (1933) gouache sur papier journal sur toile[202]
- Pittsburgh, Carnegie Museum of Art
  - Portrait d'une anglaise (vers 1920) huile sur toile (108,3 × 69,8 cm)[203]
  - Nature morte (1928) huile sur toile (132 × 197 cm avec cadre)[204]
- Portland Art Museum
  - Nature morte au pichet et à la miche de pain (1912) huile sur toile (39,4 × 31,7 cm)[205]
  - Le Pin (1913) huile sur toile (91,4 × 65,1 cm)[206]
- Providence, Rhode Island School of Design Museum
  - Deux Roses dans un vase en verre (vers 1927-1928) huile sur toile[207]
- Raleigh, North Carolina Museum of Art
  - Portrait d'Isabel (1935-1939) huile sur toile (75,6 × 74 cm)[208]
- Richmond, Virginia Museum of Fine Arts
  - Le Port de Douarnenez (1936) huile sur toile (50,8 × 60,3 cm)[209]
- Saint Louis Art Museum
  - Le Bal à Suresnes (1903) huile sur toile (180 × 145,1 cm)[210]
- San Francisco, Fine Arts Museums
  - Tête d'un jeune modèle (vers 1926) huile sur toile (47 × 40 cm)[211]
- San Francisco Museum of Modern Art
  - Paysage du Midi (1906) huile sur toile sur panneau (48,3 × 63,2 cm)[212]
  - Groupe biblique (1912) huile sur toile (27 × 34,9 cm)[213]
  - Nature morte aux fruits (vers 1937-1939) huile sur toile (33 × 41 cm)[214]
- Santa Barbara Museum of Art
  - Les Deux Hommes (vers 1935) huile sur toile (97 × 130 cm)[215]
  - Nature morte au potiron (1939) huile sur toile (102 × 132 cm)[216]
  - Vase d'anémones huile sur toile (63 × 78 cm)[217]
- Stanford University Museum of Art
  - Nature morte aux fruits (1938) huile sur toile (66 × 82 cm)[218]
- Toledo Museum of Art
  - Paysage (1906) huile sur toile (53,3 × 80,6 cm)[219]
- Washington, National Gallery of Art
  - Les Montagnes à Collioure (1905) huile sur toile (81,3 × 100,3 cm)[220]
  - Vue de la Tamise (Sur la Tamise) (1906) huile sur toile (73,3 × 92,2 cm)[221]
  - Le Pont de Charing Cross, Londres (1906) huile sur toile (80,3 × 100,3 cm)[222]
  - Le Vieux Pont (1910) huile sur toile (81 x 100.3 cm)[223]
  - Nature morte (1913) huile sur toile (73 × 92 cm)[224]
  - Nature morte (1913) huile sur toile (92 × 73 cm)[225]
  - Arlequin (1919) huile sur toile (74 x 61 cm)[226]
  - Femme dans un fauteuil (1920-1925) huile sur toile (92 × 74 cm)[227]
  - Maison abandonnée en Provence (1920-1935) huile sur toile (34.7 x 42.9 cm)[228]
  - Route en Provence (1920-1935) huile sur toile (33.3 x 41.4 cm)[229]
  - Portrait d'une jeune fille (1923-1924) huile sur toile (61 x 46.4 cm)[230]
  - Tête de femme (1926) huile sur toile (36.2 x 33 cm)[231]
  - Femme en chemisier (vers 1928) huile sur toile (78 × 61 cm)[232]
  - Fleurs dans un vase (1932) huile sur toile (75 x 94 cm)[233]
  - Marie Harriman (1935) huile sur toile (114.3 x 118.4 cm)[234]

#### France
- Calais, musée des Beaux-Arts
  - Gravelines (1934) huile sur toile (65 × 90 cm)[235]
- Chartres, musée des Beaux-Arts :
  - Portrait du père de l'artiste (1904-1905) huile sur toile (28,5 × 23,7 cm)[236] ;
  - Portrait de Vlaminck, vers 1905, huile sur papier 41 × 33 cm, collection privée, en dépôt au musée des Beaux-Arts de Chartres[237].
- Musée Fournaise, Chatou
  - Paysage de l'Île-de-France[réf. nécessaire]
  - La Chapelle Saint-Léonard à Croissy-sur-Seine (vue de l'île)[réf. nécessaire]
- Granville, musée d'Art moderne Richard-Anacréon :
  - Baigneuses à la cascade (nd) huile sur toile (38 × 33,5 cm)[238]
  - Bouquet de fleurs (nd) huile sur bois (27 × 14,3 cm)[239]
  - Nu au foulard (nd) huile sur toile (26,8 × 12,2 cm)[240]
  - Nu au foulard (nd) huile sur toile (27 × 14,3 cm)[241]
  - Donnemarie-en-Montois (nd) huile sur toile (60 × 75 cm)[242]
  - La Balustrade (nd) huile sur toile (31 × 13 cm)[243]
- Grenoble, musée de Grenoble
  - Cyprès à Cassis (1907) huile sur toile (46 × 38 cm)[244]
  - Carrières-sur-Seine (1909) huile sur toile (46 × 55 cm)[245]
  - Portrait de Paul Poiret (1915) huile sur toile (100 × 73 cm)[246]
  - Jeune Métis à la chemise blanche huile sur toile (41 × 33,3 cm)[247]
  - Femme nue huile sur toile (46 × 38,5 cm)[248]
- Le Havre, musée d'art moderne André-Malraux, Le Havre
  - Bougival (vers 1904) huile sur toile (41,5 x 33,5 cm)[249],[250]
- Les Sables d'Olonne, musée de l'Abbaye Sainte-Croix
  - Barques échouées à Camaret (1936) huile sur toile (60,5 × 73,5 cm)[251]
- Lille Métropole, musée d'Art moderne, d'Art contemporain et d'Art brut
  - Baigneuses (vers 1906-1907) aquarelle sur papier (19 x 28 cm)[252],[253]
  - Le Parc des Carrières de Saint-Denis (1909) huile sur toile (45,8 x 55 cm)[254]
  - Nature morte: pichet, verre, pots et poire (1912) huile sur toile (55 x 46 cm)[255]
- Musée des Beaux-Arts, Lyon
  - Le Repos[256][réf. obsolète]
  - Paysage au pont[257][réf. obsolète]
  - Paysage aux pins parasols[258][réf. obsolète]
  - Paysage de Bretagne. Le port de Granville[259][réf. obsolète]
  - Tête de femme au corsage rose[260][réf. obsolète]
  - Tête de femme brune[261][réf. obsolète]
  - La Femme aux cheveux bouclés[262][réf. obsolète]
- Marseille, musée Cantini
  - Jusqu'en 2020: Pinède, Cassis (1907) huile sur toile (54 × 65 cm)[263],[28]. Œuvre restituée aux héritiers de René Gimpel[264].
  - Vue de Saint-Maximin (1930) huile sur toile (60 × 73 cm)[265]
- Martigues, musée Ziem
  - Paysage aux environs de Martigues (1908) huile sur toile (55 × 46 cm)[266]
- Nancy, musée des Beaux-Arts
  - La Blonde (1928) huile sur toile (37,5 × 31,5 cm)[267]
- Nice, musée Matisse
  - Portrait d'Henri Matisse (Matisse dans l'atelier) (1905) huile sur toile (93 × 52,5 cm)[268],[28]
- Paris, Centre national d'Art et de Culture Georges-Pompidou
  - La Seine au Pecq (1904) huile sur toile (85 × 95,5 cm)[269]
  - Le Vieil Arbre (1904) huile sur toile (41 × 33 cm)[270]
  - Le Faubourg de Collioure (Vue de Collioure) (1905) huile sur toile (59,5 × 73,2 cm)[271]
  - Les Deux Péniches (1906) huile sur toile (80 x 97,5 cm)[272]
  - Londres, Westminster (1906) huile sur toile (81,5 x 100 cm)[273]
  - Les Quais de la Tamise (1906-1907) huile sur toile (81 x 100 cm)[274]
  - Nature morte à la carafe (1912) huile sur toile (92 x 73 cm)[275]
  - Portrait de Lucie Kahnweiler (1913) huile sur toile (92 × 73 cm)[276]
  - Portrait d'Iturrino (Portrait d'un guitariste espagnol) (1914) huile sur toile (92 × 65 cm)[277]
  - Portrait d'Alice Derain (1920-1921) huile sur toile (91,5 x 73,5 cm)[278]
  - Portrait de Madame Lucie Kahnweiler (vers 1922) huile sur toile (80,7 × 65 cm)[279]
  - Nu devant un rideau vert (1923) huile sur toile (92 × 73 cm)[280]
  - La Forêt de Fontainebleau (1927) huile sur toile (43,5 × 65 cm)[281]
  - Portrait de femme (vers 1927-1928) huile sur toile (32 x 25 cm)[282]
  - Portrait de femme (vers 1928) huile sur toile (46,4 x 38,5 cm)[283]
  - Nature morte aux oranges (1931) huile sur toile (89 × 117 cm)[284]
  - La Parisienne (1932) huile sur toile (81,7 x 66 cm)[285]
  - Retour d'Ulysse (vers 1938) huile sur toile (152 × 391 cm)[286]
  - Nature morte au lapin (1938-1939) huile sur toile (89,2 x 116,2 cm)[287]
  - La Chasse ou L'Âge d'or (Paradis terrestre) (1938-1944) huile sur papier marouflé sur toile (274 × 479 cm)[288]
  - Nature morte au vase noir (1948-1949) huile sur toile (18,5 × 22 cm)[289]
  - Nature morte aux grappes de raisin (1951) huile sur toile (98 × 131 cm)[290]
- Paris, musée d'Art et d'Histoire du Judaïsme
  - Portrait de Jacques Lipchitz huile sur panneau de bois (34,5 × 26,5 cm)[291]
- Trois personnages assis dans l'herbe (1906), Musée d'Art Moderne de Paris.Paris, musée d'Art moderne de la ville

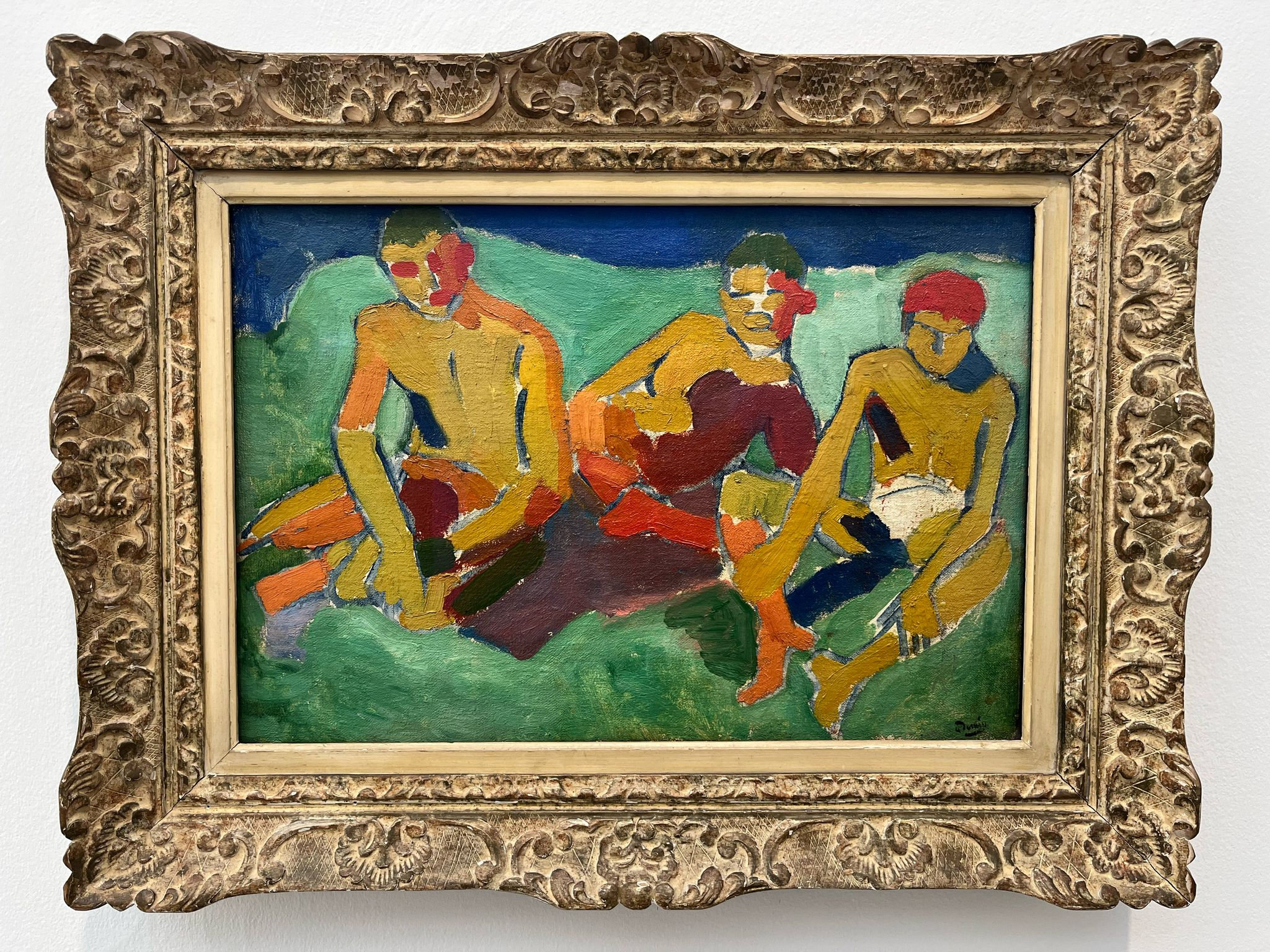
Trois personnages assis dans l'herbe (1906), Musée d'Art Moderne de Paris.

  - La Rivière (Après-midi d'été) (1904-1905) huile sur carton (74 × 90 cm)[292]
  - Le Phare de Collioure (1905) huile sur toile (32,5 × 40,5 cm)[293]
  - Trois Personnages assis sur l'herbe (1906) huile sur toile (38 × 55 cm)[294]
  - Baigneuses (vers 1908) huile sur toile (38 × 46 cm)[295]
  - Nature morte à la table (1910) huile sur toile (92 × 71 cm)[296]
  - Le Dos (vers 1923) huile sur toile (63 × 54 cm)[297]
  - Nature morte au panier de cerises (vers 1923) huile sur toile marouflée sur bois (19 x 31 cm)[298]
  - Le Gitan (vers 1926) huile sur toile (101 x 81 cm)[299]
  - Nu assis (vers 1928) huile sur toile (55 x 46 cm)[300]
  - Portrait de femme (vers 1928) huile sur toile (58 x 42 cm)[301]
  - Nu au canapé vert (vers 1930-1938) huile sur toile (38 x 55 cm)[302]
  - Nu assis à la draperie verte (vers 1930) huile sur toile (65,09 x 54,5 cm)[303]
  - Tête de femme (vers 1935-1936) huile sur toile (33 x 24 cm)[304]
  - Grande Bacchanale noire (1935-1945) huile sur toile (224,5 x 224,5 cm)[305]
  - Nature morte aux poires (avant 1936) huile sur toile (24 × 41 cm)[306]
  - Marée basse à Camaret (1936) huile sur toile (27,5 x 28,5 cm)[307]
  - Nature morte aux cerises (1936-1938) huile sur toile (15 x 29 cm)[308]
  - Nature morte aux raisins et aux poires (vers 1938) huile sur toile (30,5 x 36,5 cm)[309]
  - Nature morte aux poires (1938-1939) huile sur toile (43 × 56,5 cm)[310]
  - Les Chèvres à Chambourcy (1948-1949) huile sur toile (81 x 65 cm)[311]
- Paris, musée de la Chasse et de la Nature
  - Les Chasseurs (vers 1930) huile sur toile(200 × 160 cm)[312]
- Paris, musée de l'Orangerie
  - La Gibecière (1913) huile sur toile (116 × 81 cm)[313]
  - Portrait de Paul Guillaume (1919) huile sur toile (81 × 64 cm)[314]
  - Nature morte champêtre (1921) huile sur toile (58 × 117 cm)[315]
  - La Table de cuisine (entre 1922 et 1925) huile sur toile (119 × 119 cm)[316]
  - Le Beau Modèle (1923) huile sur toile (115 × 90 cm)[317]
  - Arlequin et Pierrot (vers 1924) huile sur toile (176 × 176 cm)[318]
  - Arlequin à la guitare (1924) huile sur toile (190 × 97 cm)[319]
  - Le Modèle blond (1924) huile sur toile (100 × 68 cm)[320]
  - Nu à la cruche (1925) huile sur toile (170 × 131 cm)[321]
  - Nature morte au panier (1927) huile sur toile (58 × 72 cm)[322]
  - Grand Nu couché (entre 1926 et 1927) huile sur toile (97 × 139 cm)[323]
  - La Danseuse Sonia (entre 1926 et 1927) huile sur toile (47 × 34 cm)[324]
  - Melon et fruits (1927) huile sur toile (50 × 58 cm)[325]
  - Nature morte au panier (1927) huile sur toile (58 × 72 cm)[322]
  - Portrait de madame Paul Guillaume au grand chapeau (1928) huile sur toile (92 × 73 cm)[326]
  - Poires et cruche (1928) huile sur toile (25 × 29 cm)[327]
  - Nature morte au verre de vin (1928) huile sur toile (37 × 52 cm)[328]
  - Nu au canapé (entre 1929 et 1930) huile sur toile (83 × 183 cm)[329]
  - Le Gros Arbre (entre 1929 et 1930) huile sur toile (72 × 93 cm)[330]
  - Paysage de Provence (1930) RF 1963-42 huile sur toile (33 × 41 cm)[331]
  - Paysage de Provence (1930) RF 1963-44 huile sur toile (33 × 41 cm)[332]
  - Le Noir à la mandoline (1930) huile sur toile (92 × 73 cm)[333]
  - La Nièce du peintre (1931) huile sur toile (171 × 77 cm)[334]
  - La Nièce du peintre assise (1931) huile sur toile (97 × 78 cm)[335]
  - Roses dans un vase (entre 1931 et 1932) huile sur toile (55 × 46 cm)[336]
  - Arbres et villages (1932) huile sur toile (50 × 61 cm)[337],[338]
  - La Route (1932) huile sur toile (65 × 50 cm)[339]
  - Roses sur fond noir (1932) huile sur toile (73 × 60 cm)[340]
  - Paysage du midi (entre 1932 et 1933) huile sur toile (65 × 54 cm)[341]
- Paris, musée d'Orsay
  - Pont de Charing Cross (1906) huile sur toile (81 × 100,6 cm)[342]
  - Enfant courant sur la plage (vers 1920) huile sur toile (24,5 × 19,5 cm)[343]

- Paris, musée national Picasso
  - Baigneuses (1908) huile sur carton (24 × 32,5 cm)[28],[344]
  - Portrait de jeune fille (1914) huile sur toile (61 × 50 cm)[28],[345]
- Rouen, musée des Beaux-Arts
  - Portrait de femme[346]
- Saint-Etienne Métropole, musée d'Art moderne et contemporain
  - La Tasse de thé (vers 1935) huile sur toile (92 × 74 cm)[347]
- Saint-Tropez, musée de l'Annonciade
  - Effets de soleil sur l'eau (1905) huile sur toile (80 × 99 cm)[28],[348]
  - Londres, Westminster (1905) huile sur toile (81,4 × 100 cm)[349],[350]
  - Pont sur la Tamise (1906) huile sur toile (80 × 100 cm)[351],[352]
  - Forêt de Fontainebleau (1930) huile sur toile (50 × 61 cm)[353]
  - Portrait de jeune femme (vers 1930) huile sur toile (61 × 50 cm)[354],[355]
- Toulouse, musée de la Fondation Bemberg
  - La Clairière (vers 1906) huile sur toile (33 × 41,2 cm)[356]

- Troyes, musée d'Art moderne

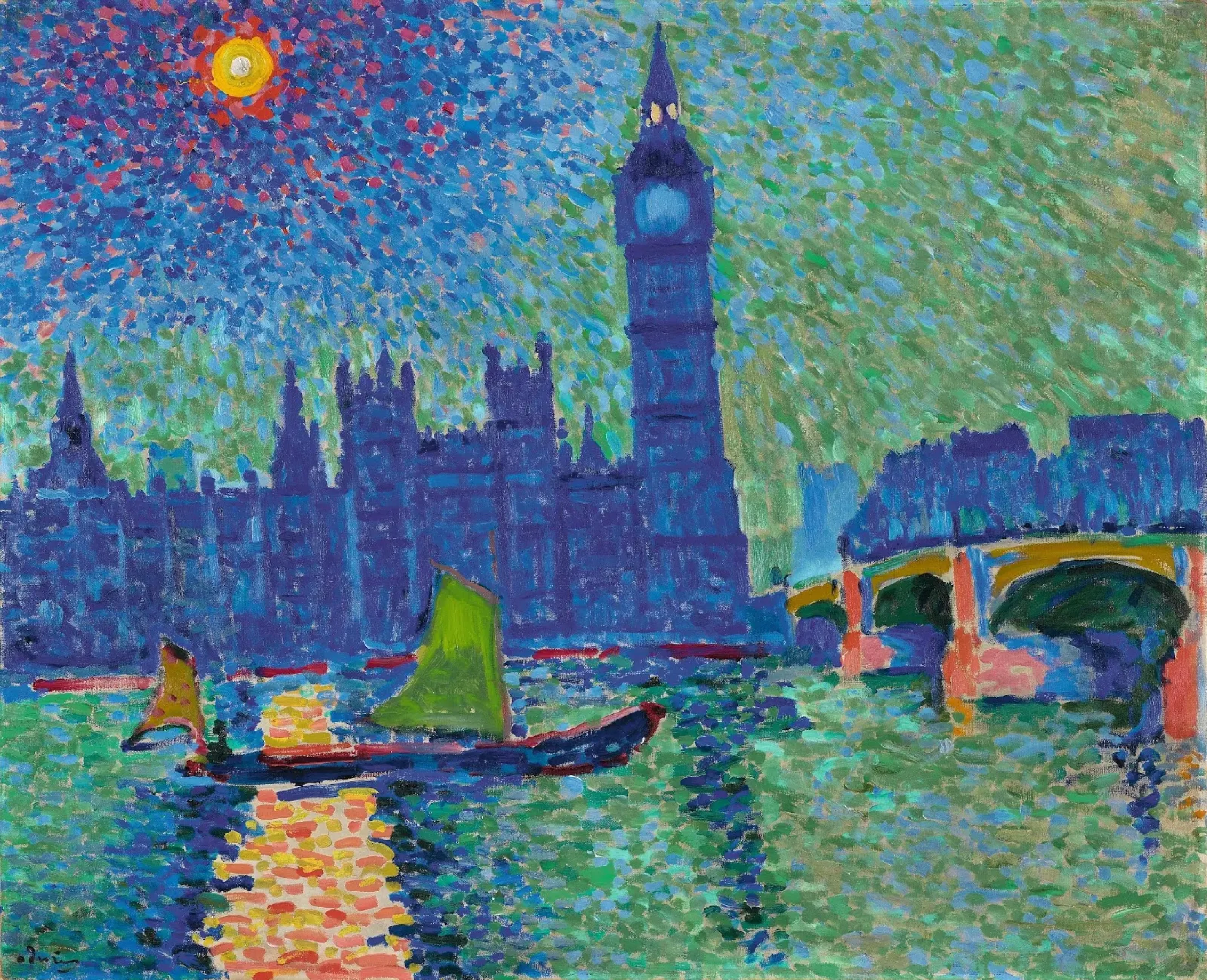
Big Ben, 1906 – Musée d'Art moderne de Troyes, Troyes.

  - Le Port de Collioure (1905) huile sur toile (72 × 91 cm)[357]
  - Big Ben (1905) huile sur toile (79 × 98 cm)[358]
  - Hyde Park (1906) huile sur toile (66 × 99 cm)[28],[359]
  - Jusqu'en 2020 : Vue de Cassis (1907) huile sur toile (54 × 64 cm)[28],[360]. Œuvre restituée aux héritiers de René Gimpel[264].
  - Jusqu'en 2020 : La Chapelle-sous-Crécy (vers 1910) huile sur toile (38 × 55 cm)[361]. Œuvre restituée aux héritiers de René Gimpel[264]
  - La Table garnie (1921-1922) huile sur toile (97 × 132 cm)[28],[362]
  - Femme dans un atelier: Isabelle Damiler (1933) huile sur toile (46,5 × 51 cm)[363]
  - Deux Femmes nues et nature morte (1935) huile sur toile (112 × 104 cm)[28],[364]
  - La Chasse au cerf (1938) huile sur toile (199 × 160 cm)[28],[365]
  - Nature morte aux poissons et à la poêle (1939) huile sur toile (86 × 108 cm)[366]
  - Nature morte au pain (1938-1939) huile sur toile (96 × 130 cm)[28],[367]
  - Paysage sur les bords de la Loire à Ousson (1943) huile sur toile (65 × 92 cm)[368]
  - Les Deux Hangars (1943) huile sur toile (80 × 99 cm)[369]
  - Nature morte sur fond noir (vers 1945) huile sur toile (97 × 130 cm)[28],[370]
  - Les Bacchantes (vers 1945) huile sur toile (50 × 61 cm)[28],[371]
  - Nature morte aux fruits et feuillage (vers 1945) huile sur toile (114 × 143 cm)[372]
  - Paysage triste (1946) huile sur toile (36 × 40 cm)[28],[373]
  - Vue d'Amiens (1946-1947) huile sur toile (90 × 109 cm)[374],[375]
  - Nature morte aux poissons (1947) huile sur toile (85 × 93 cm)[376]
  - Portrait de Denise et Claire Lévy (1949) huile sur toile (91 × 72 cm)[377]
  - Bateaux à Noirmoutier (1950) huile sur toile (46 × 53 cm)[378]
  - Paysage sinistre (vers 1950) huile sur toile (20 × 38 cm)[28],[379]

#### Grèce
- Athènes, musée d'Art contemporain Goulandris
  - Nature morte (vers 1948-50) huile sur toile (20 × 31 cm)[380]
  - Nu (vers 1948-50) huile sur toile fixée sur panneau (23 × 14,5 cm)[381]
  - La Ville italienne (vers 1948-50) gouache sur panneau (122 × 181,7 cm)[382]

#### Iran
- Téhéran, musée d'Art contemporain
  - Composition: L'Âge d'or (1905) huile sur toile (176,5 × 189,2 cm)[28],[383]

#### Japon
- Hakone, musée d'Art Pola
  - Paysage d'Italie (vers 1920-1921) huile sur toile (38,1 × 46,1 cm)[384]
  - Nature morte (vers 1932) huile sur toile (38 × 46,1 cm)[385]
  - Vue de Donnemarie-en-Montois (vers 1942-1943) huile sur toile (37 × 44,4 cm)[386]
- Hiroshima, musée d'Art
  - Nu dans un paysage (1925-1926) huile sur toile (97 × 116 cm)[387]
  - Panorama, paysage de Provence (vers 1930) huile sur toile (80 × 179 cm)[388]
  - Femme blonde dans un paysage (1936-1937) huile sur toile (150 × 99,5 cm)[389]
- Komaki, musée d'Art Menard
  - Paysage d'Ile-de-France (1904-1905) huile sur toile (40,5 × 54,3 cm)[390]
  - Les Buveurs (les Joueurs de billard) (1913-1914) huile sur toile (140 × 88 cm)[391]
- Saitama, musée d'Art moderne de la préfecture de Saitama 
  - Nu (1925) huile sur toile (65,2 × 50,3 cm)[28]
- Sapporo, musée d'Art moderne d'Hokkaïdo 
  - Paysage aux Martigues (1908) huile sur toile (100 × 81 cm)[28]
- Tokyo, musée national de l'Art occidental
  - Madame Jean Renoir (Catherine Hessling) (vers 1923) huile sur toile (90.4 x 75.2 cm)[392]
  - Baigneuses (date non indiquée) huile sur papier collé sur carton (16.7 x 20.4 cm)[393]
  - Fruits (date non indiquée) huile sur toile (64.8 x 89.5 cm)[394]

#### Norvège
- Oslo, Nasjonalgalleriet
  - Femme au châle (1913) huile sur toile (100 x 81 cm)[395]
  - Painting (1933) huile sur toile (115 x 89 cm)[396]

#### Pays-Bas
- Zwolle, Museum de Fundatie
  - Nu debout (1925) huile sur toile (116 x 89 cm)[397]

#### Royaume-Uni
- Birmingham Museum and Art gallery
  - Paysage près de Cagnes (1905-1915) huile sur toile (65,1 × 81,3 cm)[398]
- Birmingham, The Barber Institute of Fine Arts
  - Bartolomeo Savona (1906) huile sur toile (45,7 × 35,4 cm)[399]
- Cardiff, National museum of Wales
  - Madame Zborowska (vers 1919) huile sur toile (76 × 54 cm)[400]
  - Église de Vers (1912) huile sur toile (65,5 × 92,3 cm)[401]
- Édimbourg, Scottish national Gallery of Modern Art
  - Collioure (1905) huile sur toile (60,2 × 73,5 cm)[402]
- Glasgow, Kelvingrove Art Gallery and Museum
  - Le Pont de Blackfriars, Londres (1906) huile sur toile (80,7 × 99,5 cm)[403]
- Leeds, City Art Galleries
  - Bateaux sur la Tamise (Londres, le pont de Southwork) (1906) huile sur toile (81,3 × 99 cm)[28]
- Liverpool, Walker Art Gallery
  - L'Italienne (1921-1922) huile sur toile (91,5 × 73,6 cm)[28]
- Londres, The Courtauld Gallery
  - Arbres en bord de lac, Le Parc de Carrières-Saint-Denis (1909) huile sur toile (54,1 × 65 cm)[404]
- Londres, Royal Academy of Music
  - Fleurs dans un vase (vers 1930) huile sur toile (35 × 25 cm)[405]
- Londres, Tate Gallery
  - Henri Matisse (1905) huile sur toile (46 × 34,9 cm)[406]
  - Le Bassin de Londres (1906) huile sur toile (65,7 × 99,1 cm)[407]
  - Madame Derain au châle blanc (1919-1920) huile sur toile (195 × 97,5 cm)[408]
  - Paysage près de Barbizon (vers 1922) huile sur toile (70,8 × 72,7 cm)[409]
  - Le Peintre et sa famille (vers 1939) huile sur toile (174 × 124 cm)[410]
  - Nature morte (vers 1943) huile sur toile (88,5 × 145,8 cm)[411]
- Preston, Harris Museum and Art Gallery
  - Nature morte avec fruits (vers 1935-1940) huile sur toile (23,5 × 34 cm)[412]
  - Jardins à Donnemarie-en-Montois (1940-1945) huile sur toile sur panneau (26,5 × 34 cm)[413]

#### Russie
- Moscou, musée d'État des Beaux-Arts Pouchkine
  - Le Séchage des voiles (1905) huile sur toile (82 × 101 cm)[414]
  - Le Château (Ancien Quartier de Cagnes) (1910) huile sur toile (66 × 82 cm)[415]
  - Le Vieux Pont (1910-1912) huile sur toile (73 × 92 cm)[416]
  - Le Sentier dans les rochers (1911-1912) huile sur toile (92 × 65 cm)[417]
  - Nature morte devant la fenêtre (1912) huile sur toile (128 × 79 cm)[418]
  - La Pinède (vers 1913) huile sur toile (92 × 73 cm)[419]
  - Le Samedi (1913) huile sur toile (181 × 228 cm)[420]
- Saint-Pétersbourg, musée de l'Ermitage
  - Port (1905) huile sur toile (62 × 73 cm)[421]
  - Chemin de montagne (1907) huile sur toile (81 × 100 cm)[422]
  - Maisons au bord de l'eau (1910) huile sur toile (61 × 102,3 cm)[423]
  - Portrait d'homme avec journal (1911-1914) huile sur toile (162,5 × 97,5 cm)[424]
  - Table et chaises (1912) huile sur toile (88 × 86,5 cm)[425]
  - Nature morte au crâne (1912) huile sur toile (72 × 119 cm)[426],[28]
  - Le Bosquet (1912) huile sur toile (116,5 × 81,3 cm)[427],[28]
  - Falaises (1912) huile sur toile (60,5 × 81 cm)[428]
  - Nature morte avec pichet en terre cuite et serviette blanche (1912) huile sur toile (61 × 50 cm)[429]
  - Nature morte. Corbeille à pain et vin rouge (1913) huile sur toile (100,5 × 118 cm)[430]
  - Martigues (Port de Provence) (1913) huile sur toile (141 × 90 cm)[431]
  - Femme en noir (vers 1913) huile sur toile (93 × 60,5 cm)[432]
  - Portrait d'une femme en noir (1913) huile sur toile (116,5 × 89,3 cm)[433]
  - Paysage avec bateau sur la berge (1915) huile sur toile (100 × 65 cm)[434]

#### Suède
- Göteborg Konstmuseum
  - Tête de femme (1923) huile sur toile (46 × 38 cm)[435]

#### Suisse
- Bâle, Kunstmuseum[436]
  - Les Vignes au printemps (vers 1904-1905) huile sur toile (89.2 x 116.3 cm)
  - Nature morte à la brioche (Verre et bouteille) (1911) huile sur toile (50.1 x 60.8 cm)
  - Nature morte au calvaire (1912) huile sur toile (65.3 x 57.3 cm)
  - Nature morte au broc (1912) huile sur bois (70 x 54 cm)
  - La Paysanne grecque (1919) huile sur toile (92.7 x 73 cm)
- Berne, Kunstmuseum
  - Le Christ marchant au calvaire, d'après Biagio d'Antonio (1901) huile sur toile (166 × 169,2 cm)[28]
  - Maisons à Cagnes (1910) huile sur toile (60 × 81 cm)[28]
- Genève, Musée du Petit Palais
  -  La Clairière (Le Déjeuner sur l'herbe) (1938) huile sur toile (138 × 250 cm)[28]
- La Chaux-de-Fonds, Musée des Beaux-Arts
  - L'Estaque (1906)[437]
- Zürich, Kunsthaus
  - Vue de Martigues (1908) huile sur toile (73 × 91 cm)[28]
- Zürich, Sammlung Emil Bührle
  - Scène d'intérieur (vers 1904) huile sur toile (94 × 85 cm)[438]

#### République tchèque
- Prague, Národní Galerie
  - Les Baigneuses (1908) huile sur toile (180 × 230 cm)[28]
  - Nature morte à la cruche (1913) huile sur toile (102 × 73 cm)[439]
  - Nature morte au panier (1914) huile sur toile (33,5 × 41 cm)[440]
  - Nature morte avec fruits (1920-1922) huile sur toile (37 × 46 cm)[441]
  - Nu assis (1920-1923) huile sur toile (73 × 60 cm)[442]
  - Paysage avec arbres (1925) huile sur toile (81,5 × 91,5 cm)[443]

#### Vatican
- Rome, musées du Vatican
  - Paysage au clocher[444]

### Collections privées
- Paysage de jeunesse (1899), huile sur toile (54 × 75 cm)[28]
- La Route de Carrières (1899) huile sur toile (48 × 64,2 cm)[28]
- L'Enterrement (vers 1899) huile sur toile (45,7 × 35,5 cm)[28]
- Paysage, la pluie de Chatou (vers 1904) huile sur toile (73 × 59 cm)[28]
- Femme en jaune sur fond bleu (vers 1904) huile sur panneau (31 × 22 cm)[28]
- Arbre, paysage au bord d'une rivière (1904-1905) huile sur toile (60 × 80,5 cm)[28]
- Restaurant du Pecq (1904-1905) huile sur toile (65 × 50 cm)[28]
- Le Balcon (1905) huile sur toile (40 × 33 cm)[28]
- Pêcheurs à Collioure (1905) huile sur toile (46 × 54,2 cm)[28]
- Port de Collioure (Bateaux au port de Collioure) (1905) huile sur toile (46 × 38 cm)[28]
- Bateaux dans le port, Collioure (1905) huile sur toile (72 × 95 cm)[28]
- Petit Port méditerranéen, Collioure (1905) huile sur carton marouflé sur toile (36,5 × 46,5 cm)[28]
- Madame Matisse en kimono (1905) huile sur toile (80 × 65 cm)[28]
- Autoportrait à la casquette (vers 1905) huile sur toile[445]
- Portrait de Vlaminck (vers 1905) huile sur toile (41 × 33 cm)[28]
- Les Voiles rouges (1906) huile sur toile (41 × 33 cm)[28]
- Les Remorqueurs (Bateaux sur la Tamise) (1906) huile sur toile (65 × 100 cm) [28]
- La Tamise, Londres (1906) huile sur toile (66 × 99 cm)[28]
- La Danse (1906) huile sur toile (175 × 225 cm)[28]
- Bistrot à l'Estaque (1906) huile sur toile (82 × 102 cm) [28]
- D'après Gauguin (Baigneuses dans un paysage) (1906) huile sur toile (28 × 42 cm) [28]
- Baigneuses (1906-1907) huile sur toile (50 × 45 cm) [28]
- Baigneuses (Baignade) (vers 1908) huile sur toile (180 × 225 cm) [28]
- Cadaquès (1910) huile sur toile (60,5 × 73 cm) [28]
- Rose dans un verre (vers 1911) huile sur toile (35 × 25,8 cm) [28]
- Nature morte devant le calvaire (1912) huile sur toile (55 × 38 cm) [28]
- Poires et bananes dans une coupe (1913) huile sur toile (31 × 36 cm) [28]
- Nature morte au damier (1913) huile sur toile (100 × 80 cm) [28]
- Le Parc (1913) huile sur toile (70 × 93 cm) [28]
- Autoportrait (1913) huile sur toile (116 × 90 cm) Sdb "a.Derain"[28]
- Autoportrait (1913) huile sur toile (116 × 89 cm) S. en haut "André Derain peintre" [28]
- Portrait d'homme (Le Poète) (1913) huile sur toile (92 × 74 cm) [28]
- Autoportrait à la pipe (1913) huile sur toile (50 × 31,5 cm) [28]
- Les Deux Sœurs (1914) huile sur toile (100 × 81 cm) [28]
- La Mappemonde (1914) huile sur toile (102,5 × 72,5 cm) [28]
- L'Artiste et sa famille (1920-1921) huile sur toile (116 × 89 cm) [28]
- Portrait d'un garçon au chapeau (1920-1922) huile sur toile (49,5 × 49,5 cm) [28]
- Nu au chat (1923) huile sur toile (115 × 87 cm) [28]
- Le Sentier dans la forêt (1928) huile sur toile (54 × 65 cm) [28]
- Femme endormie (1929) huile sur toile (39 × 46 cm) [28]
- Le Port d'Etaples (vers 1930) huile sur toile (74 × 92 cm) [28]
- Nature morte aux fruits (vers 1932) huile sur toile (35,5 × 41 cm) [28]
- Grand nu (vers 1935) huile sur toile (97 × 195 cm) [28]
- Nature morte (1935-1937) huile sur toile (78 × 95 cm) [28]
- Geneviève à la pomme (1937-1938) huile sur toile (92 × 73 cm) [28]
- Nu à la pomme (1941) huile sur toile (195,5 × 96,5 cm) [28]
- Deux figures de "La grande bacchanale noire" (1940-1945) huile sur toile (155 × 144,8 cm) [28]
- Nature morte aux poires vertes (1951) huile sur toile (53,2 × 81 cm) [28]
- Nature morte à la corbeille d'osier (après 1953) huile sur toile (95 × 200 cm) [28]
- Autoportrait à la pipe (vers 1953) huile sur toile (35,5 × 33 cm) [28]

## Dessins
- Musée Picasso (Paris) : Portrait de Picasso[446]
- Musée d'art moderne et contemporain (Strasbourg) : Paysage[447]

## Livres illustrés
- 1909 : Guillaume Apollinaire, L'Enchanteur pourrissant[448]
- 1912 : Max Jacob, recueil de poèmes
- 1916 : André Breton, Mont de Piété
- 1934 : Pétrone, Satyricon[449]
- 1943 : Rabelais, Pantagruel, Éditions Skira, Genève

## Divers
- Balthus a fait son portrait en 1936 (Museum of Modern Art New York)[450].
- Deux timbres postaux émis par La Poste sont illustrés par des peintures d'André Derain: Le Phare de Collioure, sur un timbre émis en juin 2002[451], et Les Deux Péniches, sur un timbre émis en décembre 1972[452].
- La Maison André Derain à Chambourcy peut être visitée[453].

## Expositions
- André Derain Le peintre du "trouble moderne", musée d'art moderne de la ville de Paris, du 18 novembre 1994 au 19 mars 1995[28]
- André Derain, sculpteur et photographe, musée des beaux-arts de Carcassonne, du 15 juin au 16 septembre 2007.
- Derain, Giacometti et Balthus : une amitié artistique, musée d'art moderne de la ville de Paris, du 2 juin au 29 octobre 2017[454].
- André Derain 1904 - 1914. La décennie radicale, Centre Pompidou, du 4 octobre 2017 au 29 janvier 2018[455]